# Romanit
Romanit (Punto di Roma nebo Courtelle) je málo roztažná interloková pletenina s lehkou povrchovou strukturou. Nízká roztažnost je způsobena tím, že se při pletení střídají dva řádky oboulícní se dvěma řádky jednolícní vazby. 
Romanit je považován za nástupce oblíbeného výrobku dvojité piké (double pique). Oba druhy patří ke  skupině tzv. dvojitých žerzejů (double jersey), jejichž technika výroby je známá od 50. let 20. století. 

## Způsob výroby

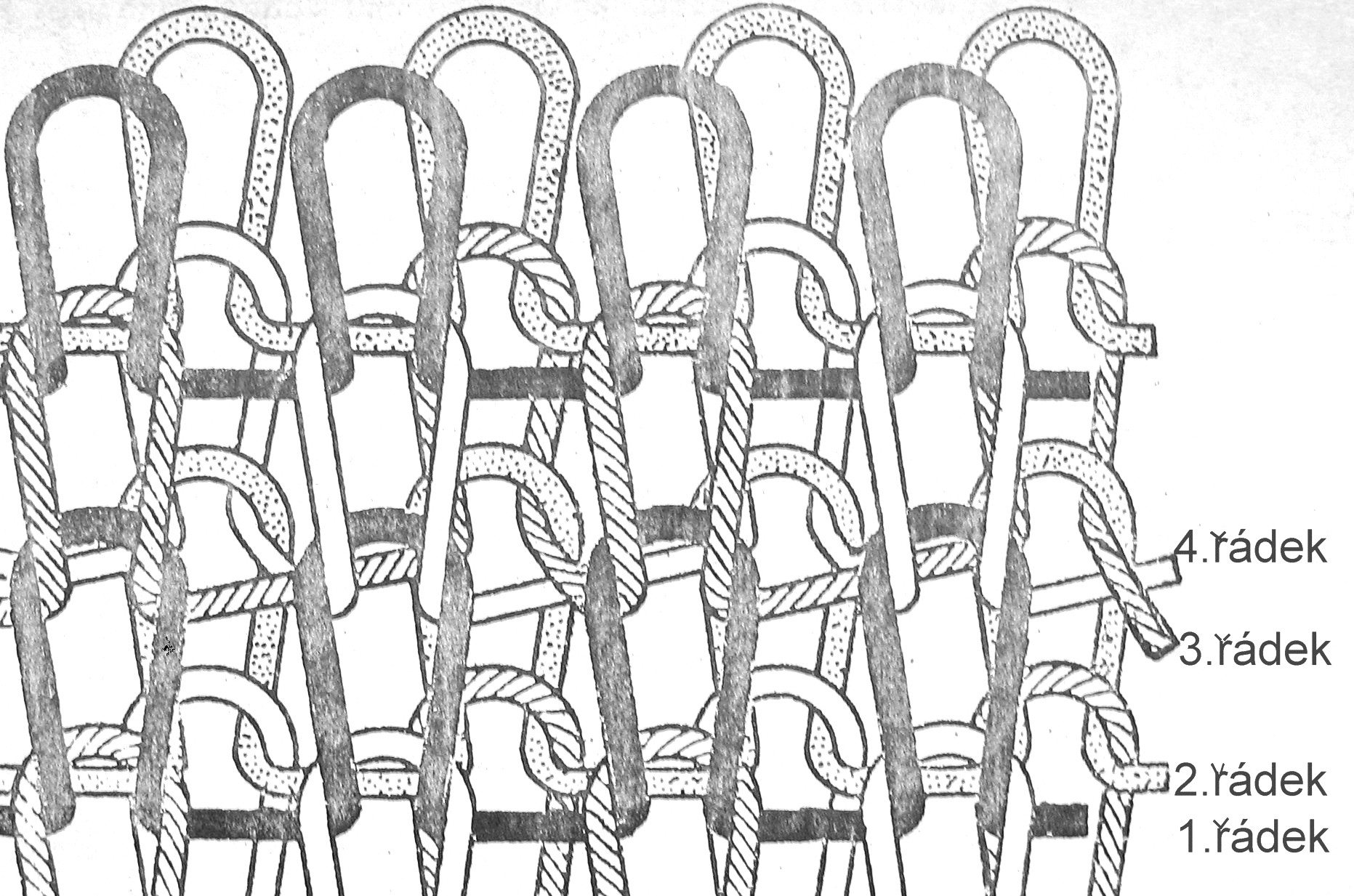
Schéma vazební struktury romanitu

Pletenina se vyrábí na okrouhlých strojích se dvěma jehelními lůžky (talíř a válec) a se dvěma rozdílnými délkami jehel. Střída vazby sestává ze čtyř řádků pleteniny (viz nákres):
1. řádek pletou všechny jehly na válci, talíř je mimo provoz a
2. řádek pletou jen všechny jehly z talíře
na 3. řádku pracují jehly s dlouhým stvolem jak z válce, tak i z talíře a
4. řádek pletou jen krátké jehly z obou systémů.
Na pletenině je na lícní i rubní straně v prvním a druhém řádku každé střídy viditelné lehké žebrování obvykle pletené z příze s jemností 15 tex, zatímco pro 3. a 4. řádek se používá příze 12 tex. Obě lůžka jsou obložena 10 jehlami/cm.

## Vlastnosti a použití pleteniny
Vyrábí se většinou ze směsových přízí (vlna, polyester, viskóza, polyamid, elastan aj.) s vyšší hmotností (do cca 400 g /m2). Použití je velmi mnohostranné jak na oděvní, tak i na bytové nebo dekorační účely. 